# Relais de haies navette
Le relais de haies navette, dénommée également en anglais : Shuttle hurdles relay ou Relais vitesse/haies en navette, est une épreuve d'athlétisme spécifique du programme des Relais mondiaux et non des championnats d'athlétisme. C'est le seul relais en course de haies.

## Spécificités
Cette épreuves permet aux spécialistes de course de haies de pouvoir concourir par équipe. Contrairement aux autres épreuves sur distances courtes, la course ne peut être réalisée que sur la ligne droite de la piste d'athlétisme.
Le format de cette course est donc original puisqu'il adopte le format de la navette, à savoir que le relais prend la forme d'un aller et retour. La haie ayant un sens de franchissement, seules quatre équipes peuvent s'affronter avec pour chacune d'elles, un couloir aller et juste à côté, le couloir retour.
Pour cette épreuve de relais, il y a donc deux passage par course sur chaque couloir : des juges sont positionnés en face de chaque rangées de haies pour pouvoir les relever sans gêner le second passage.
La distance adoptée, même pour les féminines, est 110 mètres avec 10 haies à franchir. Dans les épreuves mixtes, l'aller est effectué par une femme et le retour par un homme permettant d'ajuster la hauteur et la distance entre les haies par couloir pour être conforme aux pratiques individuelles.
Le passage de témoin est réalisé lorsque l'athlète franchit la ligne de départ du relayeur.
L'épreuve mixte est introduite à l’occasion des Relais mondiaux le 11 mai 2019. Cette épreuve ne fait pas partie du programme des Championnats du monde.

## Records

### Records des mondiaux de relais
| Région       | Genre | Performance | Pays       | Athlètes                                                        | Date        | Lieu     |
| ------------ | ----- | ----------- | ---------- | --------------------------------------------------------------- | ----------- | -------- |
| En plein air | Mx    | 54 s 96     | États-Unis | Christina Clemons Freddie Crittenden Sharika Nelvis Devon Allen | 11 mai 2019 | Yokohama |